# Hellas Verona Football Club 2023-2024
Questa voce raccoglie le informazioni riguardanti l'Hellas Verona Football Club nelle competizioni ufficiali della stagione 2023-2024.

## Stagione
Il 1º luglio 2023 la società ingaggia come nuovo allenatore Marco Baroni, che aveva militato con i veneti per 3 anni da calciatore, con cui sigla un contratto annuale con opzione per il secondo anno. Nella sessione estiva del calciomercato si segnalano numerosi arrivi, tra i quali Bonazzoli dalla Salernitana, Saponara dalla Fiorentina, Mboula dal Maiorca, Folorunsho dal Napoli e Amione dalla Sampdoria. Salutano Tameze e Verdi, che vanno al Torino, Depaoli, in direzione Sampdoria, Veloso, che non rinnova e va al Pisa, Lasagna e Ceccherini, che si trasferiscono entrambi al Fatih Karagümrük. Vengono invece mantenuti alcuni giocatori fondamentali della rimonta-salvezza dell'anno precedente come Ngonge, Duda e Hien.
Baroni debutta eliminando l'Ascoli ai trentaduesimi di Coppa Italia (3-1), dimostrando di aver impostato una squadra organizzata. Altrettanto buono l'inizio del campionato, con il successo esterno sull'Empoli (1-0) e interno sulla Roma (2-1), in quella che risulta la gara con il maggior numero di minuti di recupero in massima serie (19'30"): era dal 2013 che gli scaligeri non vincevano alla prima giornata (non considerando il 3-0 a tavolino del 2020 proprio contro i giallorossi) e per la terza volta nella storia del club si registrano due vittorie nelle prime due giornate. Dopo la sconfitta con il Sassuolo alla 3ª giornata, i veronesi tornano a fare punti pareggiando contro il Bologna di Motta (al quale successivamente cedono l'accesso agli ottavi di Coppa Italia). Le sconfitte di misura contro il Milan e l'Atalanta e il pareggio in casa del Torino sono seguiti da una serie di cinque sconfitte, tra cui un 2-1 in casa del Frosinone dell'ex Di Francesco. Al termine della seconda sosta per le nazionali, alcuni accorgimenti tattici risollevano la squadra, che pareggia contro Lecce, Udinese e Lazio, per poi battere il Cagliari alla 17ª giornata. Le sconfitte contro la Salernitana e contro l'Inter (in una partita segnata da polemiche arbitrali) chiudono il girone d'andata, con i veronesi che stazionano in zona retrocessione.
Intanto, all'inizio del mese di dicembre, il presidente Setti è coinvolto in un'indagine su sponsorizzazioni ottenute mediante fatture false emesse da una società cartiera. Il 20 dello stesso mese, nell'ambito di un'indagine riguardante il fallimento di una società che deteneva il 100% delle azioni dell'Hellas Verona, la Guardia di Finanza di Bologna, su delega della Procura bolognese, sequestra il 100% delle azioni dell'Hellas Verona detenute da Setti tramite un'altra società.
Nella sessione invernale del calciomercato, complici le difficoltà economiche, vengono sacrificati giocatori chiave come Ngonge, Đurić, Faraoni, Hien, Terracciano e Doig, che passano rispettivamente a Napoli, Monza, Fiorentina, Atalanta, Milan e Sassuolo. Al loro posto, arrivano Noslin, Centonze, Vinagre, Dani Silva, Mitrović e Świderski.
Il girone di ritorno si apre con la vittoria interna sull'Empoli, che fa perdere la panchina ad Andreazzoli e un pareggio interno con il Frosinone, inframezzati dai tonfi esterni (2-1) contro la Roma dell'esordiente De Rossi, il Napoli di Mazzarri (anch'egli a un passo dall'esonero) e il Bologna di Motta (2-0). In questa striscia arrivano i risultati positivi a Monza (0-0) e in casa contro Juventus (2-2) e Sassuolo (1-0 con Ballardini appena arrivato). Il trionfo esterno sul Lecce (0-1) rende Folorunsho il capocannoniere della Serie A per gol da fuori area e porta la squadra lontano dalla zona pericolosa assieme al Cagliari, sorpassanondo quindi Sassuolo, Frosinone, Empoli e Lecce. Al termine della suddetta partita, l'allenatore salentino D'Aversa viene espulso per condotta violenta, avendo colpito con una testata il centravanti scaligero Thomas Henry, ricevendo cinque giornate di squalifica e l'esonero.
Per una tragica coincidenza, la sconfitta interna contro al Milan (1-3) avviene lo stesso giorno e alla fascia oraria immediatamente precedente al grave malore che stronca il direttore generale della Fiorentina Joe Barone. I risultati successivi contro Cagliari e Genoa (1-1, 1-2), seguiti da una sfiorata vittoria in rimonta a Bergamo (2-2), relegano gli scaligeri sopra la zona a rischio a pari punti con l'Udinese; l'infuocato Derby del Triveneto di ritorno viene vinto per un soffio dai gialloblù (1-0), risultato che spinge i friulani quartultimi ad esonerare Cioffi. Le sconfitte contro la Lazio dell'ex Tudor (1-0) e la rimonta interna subita dal Torino di Ivan Jurić, altro ex (1-2 a un passo dalle coppe europee), sono inframezzati dal successo interno (2-1) contro la Fiorentina in corsa per l'Europa. Il trionfo sofferto nel finale (1-2) in casa della già retrocessa Salernitana consente agli Scaligeri di salvarsi alla penultima giornata assieme al Cagliari e Baroni viene automaticamente riconfermato.

## Divise e sponsor
Il nuovo fornitore di materiale tecnico è Joma, gli sponsor ufficiali sono Sinergy e Conforama mentre il back sponsor è Vetrocar.
La divisa casalinga, chiamata "Semplicemente Casa", torna a girocollo con strisce verticali a due sfumature come quelle del 2012-2013 e del 2019-2020; quella da trasferta, nota come "Tu sei il Verona", è quasi identica alla prima ma a tinta unita con una fascia orizzontale blu e sui suoi polsi è raffigurato il profilo urbano cittadino. Nella parte inferiore di entrambe, parte una striscia dai polsini che percorre tutto il fianco del torso. La terza divisa, completamente bianca e con il collo a polo blu, riporta lo stemma societario dello scudetto ed è un omaggio a quella del 1983-84 per celebrare il debutto della società in Coppa UEFA; il presentatore di tale maglia è stato infatti l'ex-giocatore Joe Jordan ed è stata indossata per la prima volta alla quarta giornata contro al Bologna.
Il 5 dicembre è stata realizzata in 787 copie una divisa grigio scuro chiamata "BENTE60DI" per il sessantesimo anniversario dello stadio casalingo, indossata nella partita interna contro la Lazio; il numero di copie è riferito ai giocatori che hanno giocato nel club dal 1963, anno di apertura dell'impianto.
| Casa | Trasferta | Terza divisa | BENTE60DI |

## Rosa
| N. |                                 | Ruolo | Calciatore                |
| -- | ------------------------------- | ----- | ------------------------- |
| 1  | Italia (bandiera)               | P     | Lorenzo Montipò           |
| 2  | Argentina (bandiera)            | D     | Bruno Amione              |
| 3  | Scozia (bandiera)               | D     | Josh Doig                 |
| 5  | Italia (bandiera)               | D     | Davide Faraoni (capitano) |
| 6  | Svezia (bandiera)               | D     | Isak Hien                 |
| 6  | Francia (bandiera)              | C     | Reda Belahyane            |
| 7  | Paesi Bassi (bandiera)          | A     | Elayis Tavşan             |
| 8  | Serbia (bandiera)               | C     | Darko Lazović             |
| 9  | Francia (bandiera)              | A     | Thomas Henry              |
| 10 | Serbia (bandiera)               | A     | Stefan Mitrović           |
| 11 | Bosnia ed Erzegovina (bandiera) | A     | Milan Đurić               |
| 11 | Polonia (bandiera)              | A     | Karol Świderski           |
| 13 | Argentina (bandiera)            | A     | Juan Manuel Cruz          |
| 14 | Spagna (bandiera)               | C     | Joselito                  |
| 16 | Italia (bandiera)               | P     | Mattia Chiesa             |
| 17 | Italia (bandiera)               | D     | Federico Ceccherini       |
| 17 | Sierra Leone (bandiera)         | A     | Yayah Kallon              |
| 17 | Paesi Bassi (bandiera)          | A     | Tijjani Noslin            |
| 18 | Camerun (bandiera)              | C     | Martin Hongla             |
| 18 | Francia (bandiera)              | A     | Fabien Centonze           |
| 19 | Portogallo (bandiera)           | D     | Rúben Vinagre             |
| 20 | Italia (bandiera)               | C     | Riccardo Saponara         |
| 21 | Spagna (bandiera)               | A     | Siren Diao Balde          |
| 21 | Portogallo (bandiera)           | C     | Dani Silva                |

| N. |                           | Ruolo | Calciatore                  |
| -- | ------------------------- | ----- | --------------------------- |
| 22 | Italia (bandiera)         | P     | Alessandro Berardi          |
| 23 | Italia (bandiera)         | D     | Giangiacomo Magnani         |
| 24 | Italia (bandiera)         | D     | Filippo Terracciano         |
| 25 | Germania (bandiera)       | C     | Suat Serdar                 |
| 26 | Belgio (bandiera)         | A     | Cyril Ngonge                |
| 27 | Polonia (bandiera)        | D     | Paweł Dawidowicz (capitano) |
| 28 | Italia (bandiera)         | C     | Nicola Patanè               |
| 31 | Slovacchia (bandiera)     | C     | Tomáš Suslov                |
| 32 | Colombia (bandiera)       | D     | Juan David Cabal            |
| 33 | Slovacchia (bandiera)     | C     | Ondrej Duda                 |
| 34 | Italia (bandiera)         | P     | Simone Perilli              |
| 37 | Brasile (bandiera)        | C     | Charlys                     |
| 38 | Camerun (bandiera)        | A     | Jackson Tchatchoua          |
| 42 | Italia (bandiera)         | D     | Diego Coppola               |
| 72 | Costa d'Avorio (bandiera) | A     | Junior Ajayi                |
| 75 | Italia (bandiera)         | D     | Nicolò Calabrese            |
| 77 | Spagna (bandiera)         | A     | Jordi Mboula                |
| 80 | Italia (bandiera)         | A     | Alphadjo Cissè              |
| 82 | Italia (bandiera)         | D     | Christian Corradi           |
| 90 | Italia (bandiera)         | C     | Michael Folorunsho          |
| 94 | Italia (bandiera)         | P     | Giacomo Toniolo             |
| 97 | Italia (bandiera)         | A     | Denis Cazzadori             |
| 99 | Italia (bandiera)         | A     | Federico Bonazzoli          |

## Calciomercato

### Sessione estiva(dal 1º luglio al 1º settembre 2023)
| Acquisti         | Acquisti           | Acquisti          | Acquisti                         |
| R.               | Nome               | da                | Modalità                         |
| ---------------- | ------------------ | ----------------- | -------------------------------- |
| D                | Bruno Amione       | Sampdoria         | fine prestito                    |
| D                | Mert Çetin         | Adana Demirspor   | fine prestito                    |
| D                | Koray Günter       | Sampdoria         | fine prestito                    |
| C                | Charlys            | Vitória Guimarães | prestito con opzione             |
| C                | Michael Folorunsho | Napoli            | prestito con opzione             |
| C                | Martin Hongla      | Real Valladolid   | fine prestito                    |
| C                | Riccardo Saponara  | -                 | svincolato                       |
| C                | Suat Serdar        | Hertha Berlino    | prestito con opzione             |
| C                | Tomáš Suslov       | Groningen         | prestito con obbligo di riscatto |
| C                | Jackson Tchatchoua | Charleroi         | prestito con opzione             |
| A                | Federico Bonazzoli | Salernitana       | prestito con opzione             |
| A                | Juan Manuel Cruz   | -                 | svincolato                       |
| A                | Jordi Mboula       | Maiorca           | definitivo                       |
| Altre operazioni |                    |                   |                                  |
| R.               | Nome               | da                | Modalità                         |
| P                | Mattia Chiesa      | Mantova           | fine prestito                    |
| D                | Kevin Rüegg        | Young Boys        | fine prestito                    |
| C                | Ondrej Duda        | Colonia           | riscatto prestito                |
| C                | Mateusz Praszelik  | Cosenza           | fine prestito                    |
| A                | Jayden Braaf       | Borussia Dortmund | definitivo                       |
| A                | Yayah Kallon       | Genoa             | riscatto prestito                |

| Cessioni         | Cessioni            | Cessioni         | Cessioni             |
| R.               | Nome                | a                | Modalità             |
| ---------------- | ------------------- | ---------------- | -------------------- |
| D                | Federico Ceccherini | Fatih Karagümrük | prestito             |
| D                | Fabio Depaoli       | Sampdoria        | fine prestito        |
| D                | Deyovaisio Zeefuik  | Hertha Berlino   | fine prestito        |
| C                | Oliver Abildgaard   | Rubin            | fine prestito        |
| C                | Ibrahim Sulemana    | Cagliari         | definitivo           |
| C                | Adrien Tameze       | Torino           | definitivo           |
| C                | Miguel Veloso       | -                | svincolato           |
| A                | Adolfo Gaich        | CSKA Mosca       | fine prestito        |
| A                | Kevin Lasagna       | Fatih Karagümrük | prestito             |
| A                | Simone Verdi        | Torino           | fine prestito        |
| Altre operazioni |                     |                  |                      |
| R.               | Nome                | a                | Modalità             |
| P                | Ivor Pandur         | Fortuna Sittard  | riscatto prestito    |
| D                | Daniele Ghilardi    | Sampdoria        | prestito             |
| D                | Panagiōtīs Retsos   | Olympiacos       | riscatto prestito    |
| C                | Ivan Ilić           | Torino           | riscatto prestito    |
| C                | Mateusz Praszelik   | Cosenza          | prestito             |
| D                | Kevin Rüegg         | Basilea          | prestito con opzione |
| A                | Matteo Cancellieri  | Lazio            | riscatto prestito    |
| A                | Gianluca Caprari    | Monza            | riscatto prestito    |
| A                | Denis Cazzadori     | Arzignano        | prestito             |
| A                | Giovanni Simeone    | Napoli           | riscatto prestito    |

### Sessione invernale(dal 2 al 1º febbraio 2024)
| Acquisti | Acquisti        | Acquisti          | Acquisti                        |
| R.       | Nome            | da                | Modalità                        |
| -------- | --------------- | ----------------- | ------------------------------- |
| D        | Fabien Centonze | Nantes            | prestito con diritto di opzione |
| D        | Rúben Vinagre   | Sporting Lisbona  | prestito                        |
| C        | Reda Belahyane  | Nizza             | definitivo (2 milioni €)        |
| C        | Dani Silva      | Vitória Guimarães | definitivo (2 milioni €)        |
| A        | Stefan Mitrović | Stella Rossa      | definitivo                      |
| A        | Tijjani Noslin  | Fortuna Sittard   | definitivo                      |
| A        | Karol Świderski | Charlotte FC      | prestito con diritto di opzione |
| A        | Elayis Tavşan   | N.E.C.            | definitivo                      |
| R.       | Nome            | da                | Modalità                        |
| C        | Tomáš Suslov    | Groningen         | riscatto prestito               |

| Cessioni         | Cessioni            | Cessioni         | Cessioni                         |
| R.               | Nome                | a                | Modalità                         |
| ---------------- | ------------------- | ---------------- | -------------------------------- |
| D                | Bruno Amione        | Santos Laguna    | definitivo (3 milioni €)         |
| D                | Josh Doig           | Sassuolo         | definitivo (6 milioni €)         |
| D                | Davide Faraoni      | Fiorentina       | prestito con diritto di riscatto |
| D                | Isak Hien           | Atalanta         | definitivo (9 milioni €)         |
| D                | Filippo Terracciano | Milan            | definitivo (4,5 milioni €)       |
| C                | Martin Hongla       | Granada          | definitivo (3 milioni €)         |
| C                | Riccardo Saponara   | Ankaragücü       | definitivo                       |
| A                | Yayah Kallon        | Bari             | prestito                         |
| A                | Cyril Ngonge        | Napoli           | definitivo (18 milioni €)        |
| A                | Milan Đurić         | Monza            | definitivo (2 milioni €)         |
| A                | Jordi Mboula        | Racing Santander | definitivo                       |
| Altre operazioni |                     |                  |                                  |
| R.               | Nome                | a                | Modalità                         |
| D                | Koray Günter        | Fatih Karagümrük | prestito                         |
| C                | Ajdin Hrustic       | Heracles Almelo  | definitivo                       |
| A                | Siren Diao Balde    | Atalanta         | definitivo                       |
| A                | Jayden Braaf        | Fortuna Sittard  | prestito                         |

## Risultati

### Serie A

#### Girone di andata
| Arbitro: | Massimi (Termoli) |

|  |           |               |
|  | Marcatori | 75’ Bonazzoli |

| Arbitro: | Doveri (Roma 1) |

|                      |           |           |
| Duda 4’ Ngonge 45+3’ | Marcatori | 56’ Aouar |

| Arbitro: | Piccinini (Forlì) |

|                                       |           |            |
| Pinamonti 11’ Berardi 63’, 73’ (rig.) | Marcatori | 56’ Ngonge |

| Verona 18 settembre 2023, ore 20:45 CEST 4ª giornata | Verona            | 0 – 0 referto | Bologna | Stadio Marcantonio Bentegodi (18 863 spett.)\| Arbitro: \| La Penna (Roma 1) \| |
| Arbitro:                                             | La Penna (Roma 1) |               |         |                                                                                 |

| Arbitro: | Maresca (Napoli) |

|         |           |  |
| Leão 8’ | Marcatori |  |

| Arbitro: | Dionisi (L'Aquila) |

|  |           |                 |
|  | Marcatori | 13’ Koopmeiners |

| Torino 2 ottobre 2023, ore 18:30 CEST 7ª giornata | Torino             | 0 – 0 referto | Verona | Stadio Olimpico Grande Torino (19 419 spett.)\| Arbitro: \| Feliciani (Teramo) \| |
| Arbitro:                                          | Feliciani (Teramo) |               |        |                                                                                   |

| Arbitro: | Ferrieri Caputi (Livorno) |

|                         |           |             |
| Reinier 45+1’ Soulé 66’ | Marcatori | 90+4’ Đurić |

| Arbitro: | Abisso (Palermo) |

|             |           |                                      |
| Lazović 60’ | Marcatori | 27’ Politano 43’, 55’ K'varatskhelia |

| Arbitro: | Feliciani (Teramo) |

|                |           |  |
| Cambiaso 90+6’ | Marcatori |  |

| Arbitro: | Collu (Cagliari) |

|                |           |                                |
| Folorunsho 86’ | Marcatori | 41’, 73’ Colombo 84’ Caldirola |

| Arbitro: | Orsato (Schio) |

|              |           |  |
| Drăgușin 44’ | Marcatori |  |

| Arbitro: | La Penna (Roma 1) |

|                      |           |                        |
| Ngonge 41’ Đurić 78’ | Marcatori | 30’ Oudin 69’ González |

| Arbitro: | Maresca (Napoli) |

|                             |           |                                         |
| Kabasele 16’ Lucca 30’, 72’ | Marcatori | 37’ (rig.) Đurić 61’ Ngonge 90+7’ Henry |

| Arbitro: | Ayroldi (Molfetta) |

|           |           |              |
| Henry 70’ | Marcatori | 23’ Zaccagni |

| Arbitro: | Ferrieri Caputi (Livorno) |

|             |           |  |
| Beltrán 78’ | Marcatori |  |

| Arbitro: | Orsato (Schio) |

|                      |           |  |
| Ngonge 53’ Đurić 90’ | Marcatori |  |

| Arbitro: | Mariani (Aprilia) |

|  |           |              |
|  | Marcatori | 48’ Tchaouna |

| Arbitro: | Fabbri (Ravenna) |

|                             |           |           |
| Martínez 13’ Frattesi 90+3’ | Marcatori | 74’ Henry |

#### Girone di ritorno
| Arbitro: | Doveri (Roma 1) |

|                     |           |               |
| Đurić 3’ Ngonge 56’ | Marcatori | 64’ Żurkowski |

| Arbitro: | Sacchi (Macerata) |

|                           |           |                |
| Lukaku 19’ Pellegrini 25’ | Marcatori | 76’ Folorunsho |

| Arbitro: | La Penna (Roma 1) |

|                     |           |                |
| Suslov 45+3’ (rig.) | Marcatori | 58’ Kaio Jorge |

| Arbitro: | Piccinini (Forlì) |

|                                          |           |             |
| Dawidowicz 79’ (aut.) K'varatskhelia 87’ | Marcatori | 72’ Coppola |

| Monza 11 febbraio 2024, ore 15:00 CET 24ª giornata | Monza           | 0 – 0 referto | Verona | U-Power Stadium (10 885 spett.)\| Arbitro: \| Massa (Imperia) \| |
| Arbitro:                                           | Massa (Imperia) |               |        |                                                                  |

| Arbitro: | Di Bello (Brindisi) |

|                           |           |                                |
| Folorunsho 11’ Noslin 52’ | Marcatori | 28’ (rig.) Vlahović 55’ Rabiot |

| Arbitro: | Abisso (Palermo) |

|                         |           |  |
| Fabbian 27’ Freuler 65’ | Marcatori |  |

| Arbitro: | Maresca (Napoli) |

|               |           |  |
| Świderski 79’ | Marcatori |  |

| Arbitro: | Chiffi (Padova) |

|  |           |                |
|  | Marcatori | 17’ Folorunsho |

| Arbitro: | Mariani (Aprilia) |

|            |           |                                         |
| Noslin 64’ | Marcatori | 44’ Hernández 50’ Pulisic 79’ Chukwueze |

| Arbitro: | Doveri (Roma 1) |

|              |           |               |
| Sulemana 74’ | Marcatori | 30’ Bonazzoli |

| Arbitro: | Manganiello (Pinerolo) |

|              |           |                            |
| Bonazzoli 8’ | Marcatori | 45’ Ekuban 58’ Guðmundsson |

| Arbitro: | Sacchi (Macerata) |

|                          |           |                        |
| Scamacca 13’ Éderson 18’ | Marcatori | 56’ Lazović 60’ Noslin |

| Arbitro: | Guida (Torre Annunziata) |

|               |           |  |
| Coppola 90+3’ | Marcatori |  |

| Arbitro: | Massa (Imperia) |

|              |           |  |
| Zaccagni 72’ | Marcatori |  |

| Arbitro: | Rapuano (Rimini) |

|                               |           |                 |
| Lazović 13’ (rig.) Noslin 59’ | Marcatori | 42’ Castrovilli |

| Arbitro: | Marinelli (Tivoli) |

|               |           |                        |
| Świderski 67’ | Marcatori | 77’ Savva 83’ Pellegri |

| Arbitro: | Di Bello (Brindisi) |

|              |           |                             |
| Maggiore 90’ | Marcatori | 22’ Suslov 45+3’ Folorunsho |

| Arbitro: | Zufferli (Udine) |

|                       |           |                       |
| Noslin 17’ Suslov 37’ | Marcatori | 10’, 45+1’ Arnautović |

### Coppa Italia
| Arbitro: | Piccinini (Forlì) |

|                                             |           |                  |
| Mboula 2’ Dawidowicz 45+3’ Đurić 47’ (rig.) | Marcatori | 39’ (rig.) Forte |

| Arbitro: | Dionisi (L'Aquila) |

|                            |           |  |
| Moro 41’ van Hooijdonk 62’ | Marcatori |  |

## Statistiche
Statistiche aggiornate al 26 maggio 2024.

### Statistiche di squadra
| Competizione | Punti | In casa | In casa | In casa | In casa | In casa | In casa | In trasferta | In trasferta | In trasferta | In trasferta | In trasferta | In trasferta | Totale | Totale | Totale | Totale | Totale | Totale | DR  |
| Competizione | Punti | G       | V       | N       | P       | Gf      | Gs      | G            | V            | N            | P            | Gf           | Gs           | G      | V      | N      | P      | Gf     | Gs     | DR  |
| ------------ | ----- | ------- | ------- | ------- | ------- | ------- | ------- | ------------ | ------------ | ------------ | ------------ | ------------ | ------------ | ------ | ------ | ------ | ------ | ------ | ------ | --- |
| Serie A      | 38    | 19      | 6       | 6       | 7       | 23      | 26      | 19           | 3            | 5            | 11           | 15           | 25           | 38     | 9      | 11     | 18     | 38     | 51     | -13 |
| Coppa Italia | -     | 1       | 1       | 0       | 0       | 3       | 1       | 1            | 0            | 0            | 1            | 0            | 2            | 2      | 1      | 0      | 1      | 3      | 3      | 0   |
| Totale       | -     | 20      | 7       | 6       | 7       | 26      | 27      | 20           | 3            | 5            | 12           | 15           | 27           | 40     | 10     | 11     | 19     | 41     | 54     | -13 |

### Andamento in campionato
| Giornata  | 1 | 2 | 3 | 4 | 5  | 6  | 7  | 8  | 9  | 10 | 11 | 12 | 13 | 14 | 15 | 16 | 17 | 18 | 19 | 20 | 21 | 22 | 23 | 24 | 25 | 26 | 27 | 28 | 29 | 30 | 31 | 32 | 33 | 34 | 35 | 36 | 37 | 38 |
| --------- | - | - | - | - | -- | -- | -- | -- | -- | -- | -- | -- | -- | -- | -- | -- | -- | -- | -- | -- | -- | -- | -- | -- | -- | -- | -- | -- | -- | -- | -- | -- | -- | -- | -- | -- | -- | -- |
| Luogo     | T | C | T | C | T  | C  | T  | T  | C  | T  | C  | T  | C  | T  | C  | T  | C  | C  | T  | C  | T  | C  | T  | T  | C  | T  | C  | T  | C  | T  | C  | T  | C  | T  | C  | C  | T  | C  |
| Risultato | V | V | P | N | P  | P  | N  | P  | P  | P  | P  | P  | N  | N  | N  | P  | V  | P  | P  | V  | P  | N  | P  | N  | N  | P  | V  | V  | P  | N  | P  | N  | V  | P  | V  | P  | V  | N  |
| Posizione | 1 | 1 | 5 | 5 | 10 | 11 | 15 | 16 | 16 | 16 | 18 | 19 | 19 | 18 | 19 | 19 | 17 | 17 | 18 | 18 | 18 | 16 | 18 | 18 | 18 | 17 | 17 | 13 | 15 | 15 | 17 | 16 | 14 | 15 | 14 | 14 | 13 | 13 |

Fonte:  Serie A – Classifica, su legaseriea.it.
Legenda:

Luogo: C = Casa; T = Trasferta. Risultato: V = Vittoria; N = Pareggio; P = Sconfitta.

### Statistiche dei giocatori
Sono in corsivo i calciatori che hanno lasciato la società a stagione in corso.
| Giocatore      | Serie A  | Serie A | Serie A     | Serie A    | Coppa Italia | Coppa Italia | Coppa Italia | Coppa Italia | Totale   | Totale | Totale      | Totale     |
| Giocatore      | Presenze | Reti    | Ammonizioni | Espulsioni | Presenze     | Reti         | Ammonizioni  | Espulsioni   | Presenze | Reti   | Ammonizioni | Espulsioni |
| -------------- | -------- | ------- | ----------- | ---------- | ------------ | ------------ | ------------ | ------------ | -------- | ------ | ----------- | ---------- |
| J. Ajayi       | 0        | 0       | 0           | 0          | -            | -            | -            | -            | 0        | 0      | 0           | 0          |
| B. Amione      | 10       | 0       | 2           | 0          | 2            | 0            | 1            | 0            | 12       | 0      | 3           | 0          |
| R. Belahyane   | 2        | 0       | 0           | 0          | -            | -            | -            | -            | 2        | 0      | 0           | 0          |
| A. Berardi     | 0        | 0       | 0           | 0          | 0            | 0            | 0            | 0            | 0        | 0      | 0           | 0          |
| F. Bonazzoli   | 24       | 3       | 2           | 0          | 0            | 0            | 0            | 0            | 24       | 3      | 2           | 0          |
| J. Cabal       | 22       | 0       | 6           | 0          | 0            | 0            | 0            | 0            | 22       | 0      | 6           | 0          |
| N. Calabrese   | 0        | 0       | 0           | 0          | -            | -            | -            | -            | 0        | 0      | 0           | 0          |
| D. Cazzadori   | 0        | 0       | 0           | 0          | 0            | 0            | 0            | 0            | 0        | 0      | 0           | 0          |
| F. Ceccherini  | -        | -       | -           | -          | 0            | 0            | 0            | 0            | 0        | 0      | 0           | 0          |
| F. Centonze    | 10       | 0       | 2           | 0          | -            | -            | -            | -            | 10       | 0      | 2           | 0          |
| Charlys        | 2        | 0       | 0           | 0          | 1            | 0            | 0            | 0            | 3        | 0      | 0           | 0          |
| M. Chiesa      | 0        | 0       | 0           | 0          | 0            | 0            | 0            | 0            | 0        | 0      | 0           | 0          |
| A. Cissè       | 1        | 0       | 0           | 0          | 1            | 0            | 0            | 0            | 2        | 0      | 0           | 0          |
| D. Coppola     | 24       | 2       | 9           | 0          | 2            | 0            | 0            | 0            | 26       | 2      | 9           | 0          |
| C. Corradi     | 0        | 0       | 0           | 0          | -            | -            | -            | -            | 0        | 0      | 0           | 0          |
| J. Cruz        | 4        | 0       | 0           | 0          | 1            | 0            | 0            | 0            | 5        | 0      | 0           | 0          |
| P. Dawidowicz  | 28       | 0       | 5           | 0          | 1            | 1            | 0            | 0            | 29       | 1      | 5           | 0          |
| S. Diao Balde  | 0        | 0       | 0           | 0          | 0            | 0            | 0            | 0            | 0        | 0      | 0           | 0          |
| J. Doig        | 12       | 0       | 2           | 0          | 2            | 0            | 0            | 0            | 14       | 0      | 2           | 0          |
| O. Duda        | 32       | 1       | 14          | 2          | 1            | 0            | 0            | 0            | 33       | 1      | 14          | 2          |
| M. Đurić       | 20       | 5       | 2           | 0          | 1            | 1            | 0            | 0            | 21       | 6      | 2           | 0          |
| D. Faraoni     | 11       | 0       | 5           | 0          | -            | -            | -            | -            | 11       | 0      | 5           | 0          |
| M. Folorunsho  | 34       | 5       | 4           | 0          | 0            | 0            | 0            | 0            | 34       | 5      | 4           | 0          |
| T. Henry       | 18       | 3       | 2           | 2          | 1            | 0            | 0            | 0            | 19       | 3      | 2           | 2          |
| I. Hien        | 10       | 0       | 1           | 1          | 1            | 0            | 0            | 0            | 11       | 0      | 1           | 1          |
| M. Hongla      | 15       | 0       | 0           | 0          | 2            | 0            | 0            | 0            | 17       | 0      | 0           | 0          |
| Joselito       | 0        | 0       | 0           | 0          | 0            | 0            | 0            | 0            | 0        | 0      | 0           | 0          |
| Y. Kallon      | 1        | 0       | 0           | 0          | 0            | 0            | 0            | 0            | 1        | 0      | 0           | 0          |
| D. Lazović     | 32       | 3       | 0           | 1          | 1            | 0            | 0            | 0            | 33       | 3      | 0           | 1          |
| G. Magnani     | 33       | 0       | 6           | 0          | 2            | 0            | 0            | 0            | 35       | 0      | 6           | 0          |
| J. Mboula      | 11       | 0       | 0           | 0          | 2            | 1            | 0            | 0            | 13       | 1      | 0           | 0          |
| S. Mitrović    | 10       | 0       | 0           | 0          | -            | -            | -            | -            | 10       | 0      | 0           | 0          |
| L. Montipò     | 37       | -49     | 0           | 0          | 1            | -1           | 0            | 0            | 38       | -50    | 0           | 0          |
| C. Ngonge      | 19       | 6       | 4           | 0          | 2            | 0            | 0            | 0            | 21       | 6      | 4           | 0          |
| T. Noslin      | 17       | 5       | 2           | 0          | -            | -            | -            | -            | 17       | 5      | 2           | 0          |
| N. Patanè      | 0        | 0       | 0           | 0          | 1            | 0            | 0            | 0            | 1        | 0      | 0           | 0          |
| S. Perilli     | 1        | -2      | 0           | 0          | 1            | -2           | 0            | 0            | 2        | -4     | 0           | 0          |
| R. Saponara    | 12       | 0       | 0           | 0          | 2            | 0            | 0            | 0            | 14       | 0      | 0           | 0          |
| S. Serdar      | 25       | 0       | 7           | 0          | 1            | 0            | 1            | 1            | 26       | 0      | 8           | 1          |
| D. Silva       | 14       | 0       | 2           | 0          | -            | -            | -            | -            | 14       | 0      | 2           | 0          |
| T. Suslov      | 32       | 3       | 7           | 0          | 1            | 0            | 0            | 0            | 33       | 3      | 7           | 0          |
| K. Świderski   | 15       | 2       | 0           | 0          | -            | -            | -            | -            | 15       | 2      | 0           | 0          |
| E. Tavşan      | 3        | 0       | 0           | 0          | -            | -            | -            | -            | 3        | 0      | 0           | 0          |
| J. Tchatchoua  | 26       | 0       | 2           | 0          | 1            | 0            | 0            | 0            | 27       | 0      | 2           | 0          |
| F. Terracciano | 18       | 0       | 1           | 0          | 1            | 0            | 0            | 0            | 19       | 0      | 1           | 0          |
| G. Toniolo     | 0        | 0       | 0           | 0          | -            | -            | -            | -            | 0        | 0      | 0           | 0          |
| R. Vinagre     | 12       | 0       | 0           | 0          | -            | -            | -            | -            | 12       | 0      | 0           | 0          |